# Aetna Estates
Aetna Estates statisztikai település az USA Colorado államában, Arapahoe megyében. Lakosainak száma 1496 fő (2020. április 1.).

## Népesség
A település népességének változása:

| 2010 | 834   |
| 2020 | 1 496 |